# Nuh (città)
Nuh è una città dell'India di 11.038 abitanti, capoluogo del distretto di Mewat, nello stato federato dell'Haryana. In base al numero di abitanti la città rientra nella classe IV (da 10.000 a 19.999 persone).

## Geografia fisica
La città è situata a 28° 7' 0 N e 77° 1' 0 E e ha un'altitudine di 198 m s.l.m..

## Società

### Evoluzione demografica
Al censimento del 2001 la popolazione di Nuh assommava a 11.038 persone, delle quali 5.829 maschi e 5.209 femmine. I bambini di età inferiore o uguale ai sei anni assommavano a 2.185, dei quali 1.116 maschi e 1.069 femmine. Infine, coloro che erano in grado di saper almeno leggere e scrivere erano 5.967, dei quali 3.689 maschi e 2.278 femmine.